# BRAVE STORY
「BRAVE STORY」（ブレイヴ・ストーリー）は、TRFの15枚目のシングル。1996年7月24日にavex traxより発売された。

## 解説
- 表題曲は「Overnight Sensation 〜時代はあなたに委ねてる〜」「Love & Peace Forever」に続き、本田技研工業「ライブ・Dio」TVCMソングに起用された。CMには本人たちも出演した。

- 1曲目の「EDDIE DELENA CLUB MIX」はリミックスバージョンであり、2曲目の「Dio MIX」がノーマルバージョンである。ベスト盤に収録されているのも後者である。

- 今作では､曲調に合わせ振り付けにアフリカンダンスが取り入れられている。
- サウンドのコンセプトは「アフリカンドラムビート」であり、実際にアフリカ産の太鼓は使用されていないが、リズムの強さを全面に押し出している[1]。
- 歌詞のテーマは「2人一緒に過ごしてきた時間を誇りに思い、これからのお互い同士を讃え合って別れようとする悲しい歌」として書かれた[1]。その演出として、前田の案で二人称を最初は「あなた」・最後は「君」にすることで、主人公の気持ちの動き・覚悟、相手との距離・関係性の変化を表現した[2]。
- 前作同様ジャケットにメンバーを登場させていない[1]。また、この曲ではCMスポット用の映像はあるものの､フルサイズのPVは制作されていない。
- オリコン週間チャートでは初動81,590枚を売り上げ、初登場4位を記録。総売上は25.9万枚。
- 2006年11月29日に廉価版としてマキシシングルで再発売された。
- 後にEvery Little Thingがカバーし、「BRAVE STORY -meets Every Little Thing-」のタイトルでTRFのアルバム『Lif-e-Motions』に収録された。

## 収録曲
| 全作詞・作曲・編曲: 小室哲哉・前田たかひろ。 |                                         |                          |                          |      |
| #                                            | タイトル                                | 作詞                     | 作曲・編曲               | 時間 |
| 1.                                           | 「BRAVE STORY (EDDIE DELENA CLUB MIX)」 | 小室哲哉 ・ 前田たかひろ | 小室哲哉 ・ 前田たかひろ | 6:48 |
| 2.                                           | 「BRAVE STORY (Dio MIX)」               | 小室哲哉 ・ 前田たかひろ | 小室哲哉 ・ 前田たかひろ | 5:57 |
| 3.                                           | 「BRAVE STORY (Dio MIX INSTRUMENTAL)」  | 小室哲哉 ・ 前田たかひろ | 小室哲哉 ・ 前田たかひろ | 5:58 |
| 合計時間:                                    | 合計時間:                               | 18:43                    |                          |      |

### クレジット
- Produced : 小室哲哉
- Mixed : Eddie Delena (#1), Dave Reitzas (#2, #3)
- Chorus Arranged : Joey Johnson

## 収録アルバム
BRAVE STORY (Dio MIX)
- 『WORKS -THE BEST OF TRF-』
- 『TRF 15th Anniversary BEST -MEMORIES-』
- 『TRF 20TH Anniversary COMPLETE SINGLE BEST』